# Fantofts stavkyrka
Fantofts stavkyrka (norska: Fantoft stavkirke) är en stavkyrka i Fantoft i Bergens kommun i Vestland fylke i västra Norge. Kyrkan byggdes ursprungligen 1150 i byn Fortun i Sogn (nynorska: Fortun stavkyrkje), men flyttades 1883 till Fantoft söder om Bergens centrum och rekonstruerades med förebild i Borgunds stavkyrka. Den brändes ner den 6 juni 1992. Efter återuppbyggnadsarbete återinvigdes kyrkan 1997 som en kopia av den kyrka som fanns på platsen innan branden ("Nye Fantoft stavkirke").
I en intervju som Varg Vikernes gav till tidningen The Observer förklarade han att det norska black metalnätverket var ansvarig för dådet. Ett foto på kyrkan som togs kort efter gärningen antas vara från Vikernes själv.

## Galleri

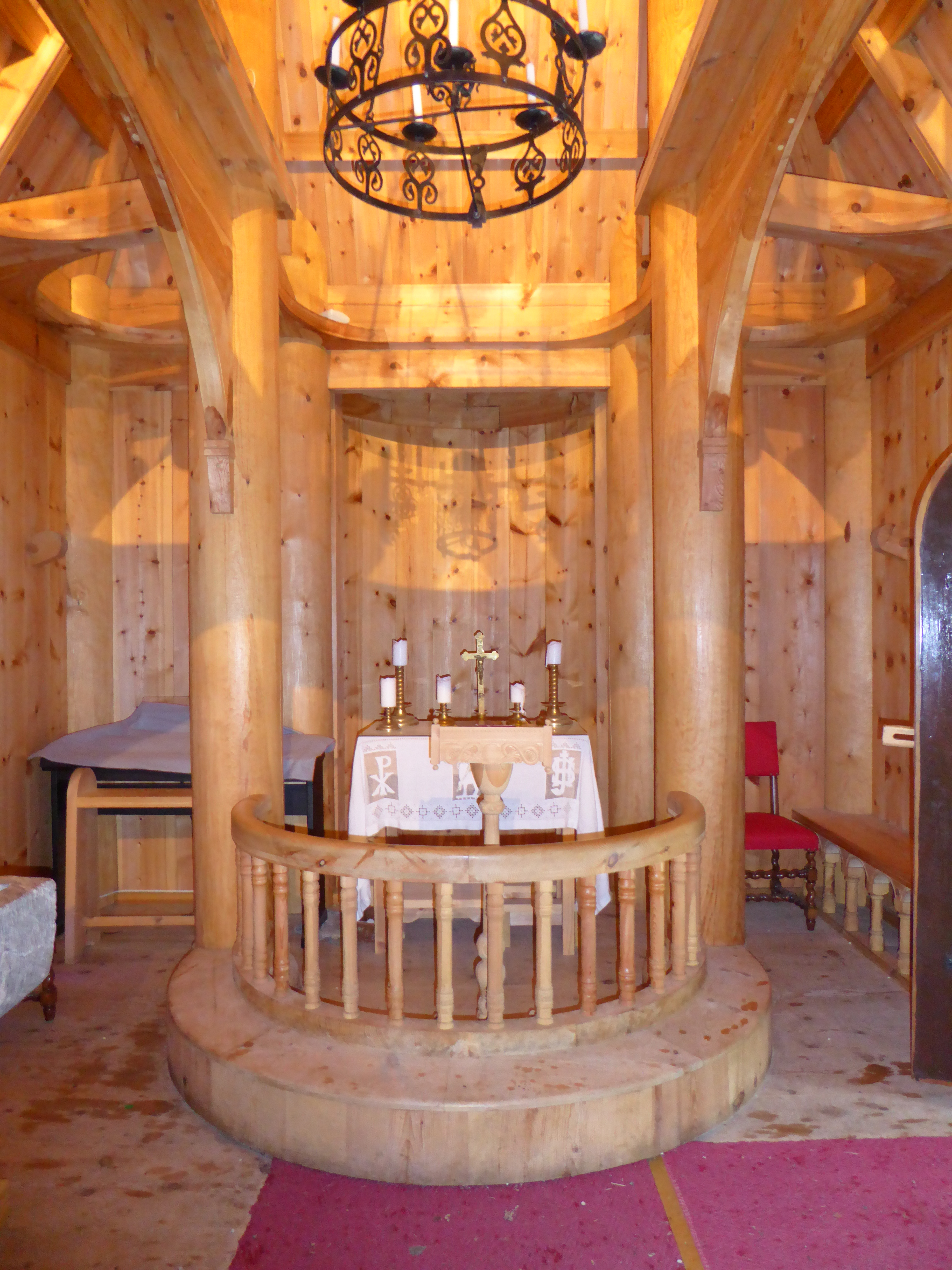
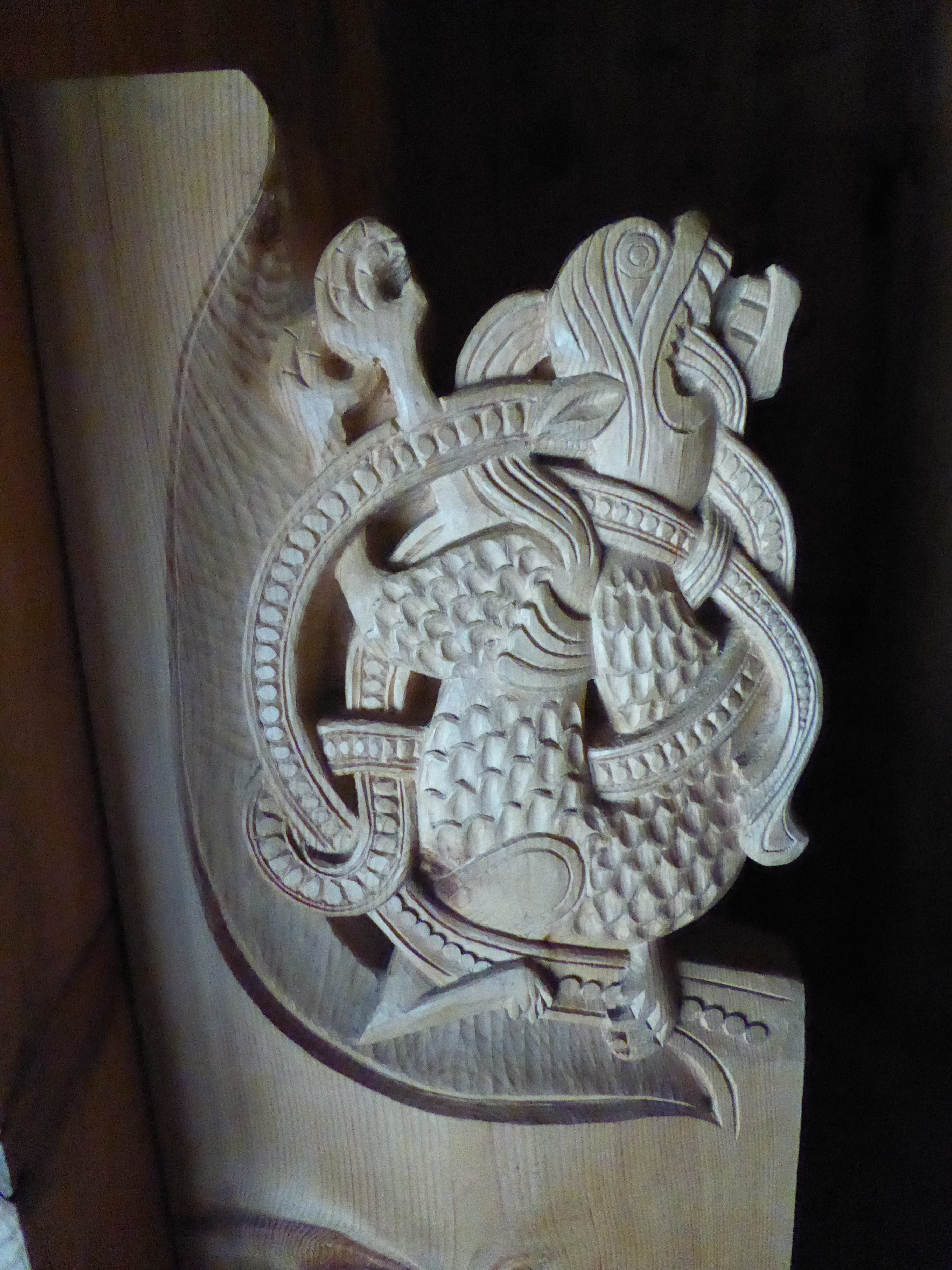
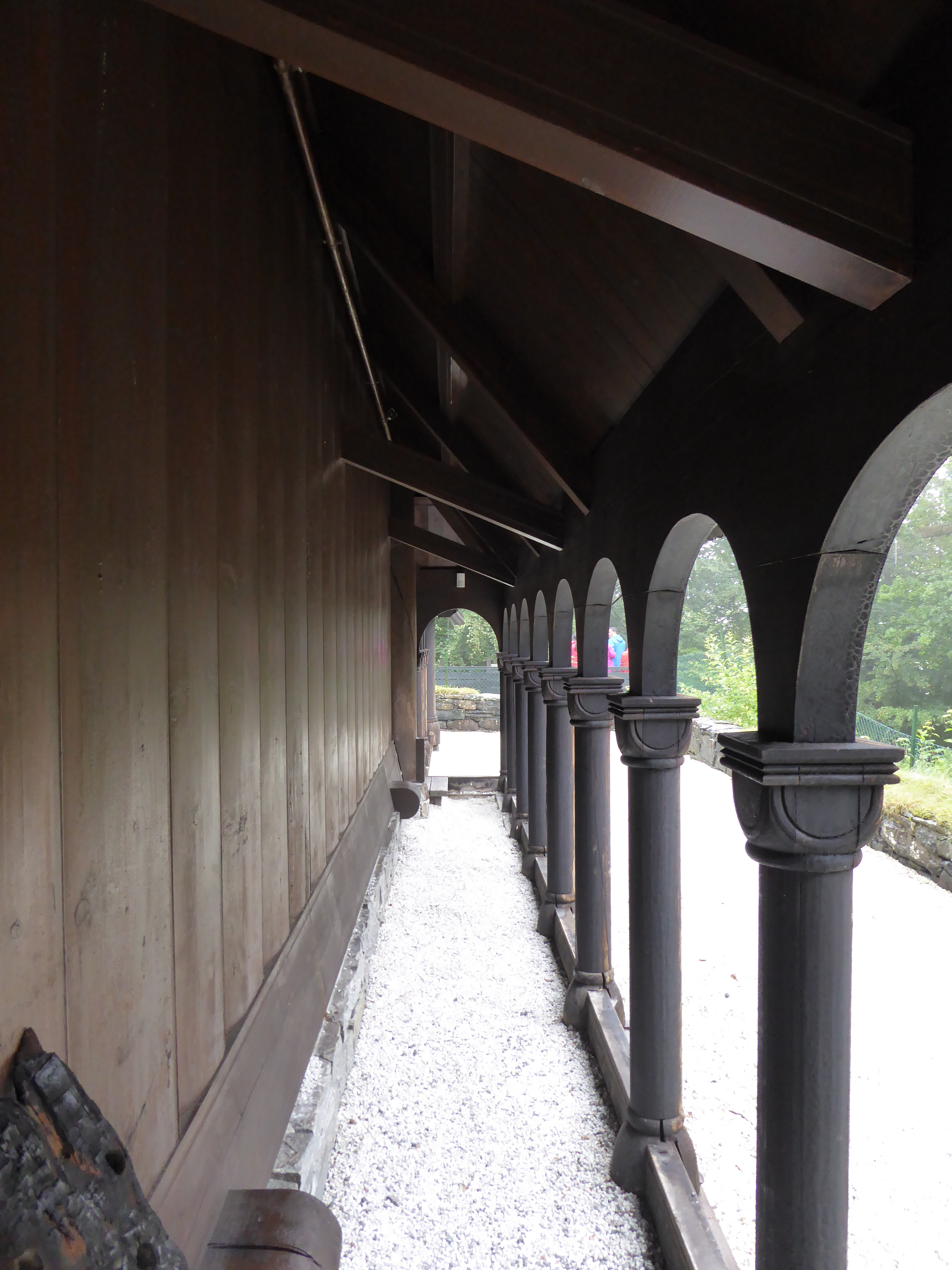